# 古杰兰瓦拉县

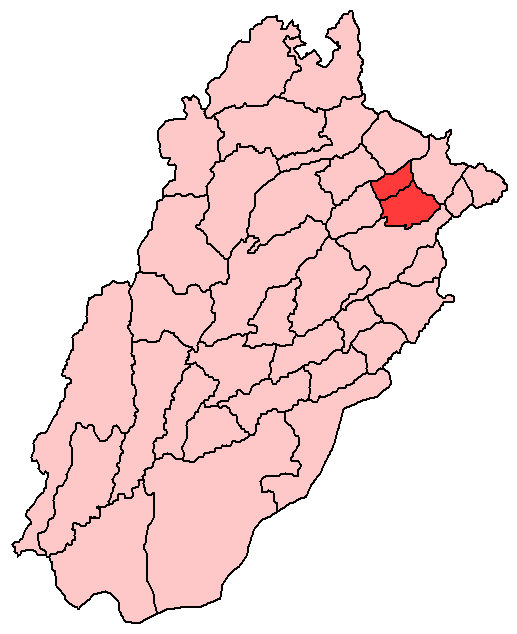
所在位置

古杰兰瓦拉县(乌尔都语: ضلع گوجرانوالہ)，巴基斯坦旁遮普省的一个县，位于该省北部。总面积5,988平方公里，总人口4,910,560(2010)。

## 行政区划
古杰兰瓦拉县辖有4个乡。